# Bead Geyser
De Bead Geyser is een conusgeiser in het Lower Geyser Basin dat onderdeel uitmaakt van het Nationaal Park Yellowstone in de Verenigde Staten. De geiser maakt deel uit van de Pink Cone Group, waar onder andere de Narcissus Geyser deel van uitmaakt.
De geiser is vernoemd naar de geyser eieren die eerder gevonden werden nabij de geiser. Deze eieren zijn van een steensoort die enkel nabij geisers gevonden wordt. In de loop der tijd zijn deze stenen door toeristen meegenomen. De erupties van de geiser zijn zeer regelmatig en hebben ook een zeer regelmatige duur van circa 150 seconden.